# Runnin’ with the Devil
«Runnin’ with the Devil» — второй сингл хард-рок группы Van Halen, выпущенный 6 мая 1978 года на лейбле Warner Bros.

## О сингле
Песня начинается с набора звучащих автомобильных гудков. Клаксоны были взяты из собственных автомобилей группы, были установлены в коробке и питались от двух автомобильных аккумуляторов с ножным переключателем. Продюсер Тед Темплман замедлил звук клаксонов, прежде чем добавить их в песню. Эта же идея была впервые использована во время клубных сетов группы и появилась на демо-записи песни, спродюсированной Джином Симмонсом, а также на песне «House of Pain», которая предшествовала ей на демо-записи Zero.
Текст песни часто неправильно истолковывался — как сатанинский, однако участники никогда не раскрывали полного смысла песни. Обычно его интерпретируют как рассказ о жизни гастролирующей молодой группы. Стихи этой песни посвящены личному опыту, включая понимание того, что «простой» образ жизни не так прост, как кажется. Текст песни «Runnin’ with the Devil» обычно интерпретируется как отсылка к свободе. В песне свобода изображается как отсутствие социальных связей и жизнь в настоящем. Смысл песни также был истолкован как попытка убедить человека, что тема простой жизни не является неправильной, как это кажется. Поэтому текст песни «Runnin’ with the Devil» не был бы серьёзным.
Чак Клостерман из Vulture.com поставил её на 8-е место из 131 песен Van Halen, похвалив отрывистую басовую игру, а также вокальное исполнение Дэвида Ли Рота.

## Значение
В марте 2023 года группа авторов американского издания Rolling Stone включила данную песню в список «100 величайших хеви-метал песен всех времён». В этом рейтинге она заняла 68-ю позицию, заметку о ней составил Дэн Эпштейн.

## Список композиций
| №  | Название                 | Длительность |
| -- | ------------------------ | ------------ |
| 1. | «Runnin’ with the Devil» | 3:34         |

| №  | Название   | Длительность |
| -- | ---------- | ------------ |
| 1. | «Eruption» | 1:42         |

7" сингл Нидерланды, Бельгия
| №  | Название                 | Длительность |
| -- | ------------------------ | ------------ |
| 1. | «Runnin’ with the Devil» | 3:34         |

| №  | Название            | Длительность |
| -- | ------------------- | ------------ |
| 1. | «You Really Got Me» | 2:37         |

## Участники записи
- Дэвид Ли Рот — вокал
- Эдди Ван Хален — электрогитара, бэк-вокал
- Майкл Энтони — бас-гитара, бэк-вокал
- Алекс Ван Хален — ударные